# Cylindromyia petiolata
Cylindromyia petiolata là một loài ruồi trong họ Tachinidae.